# Лоаз Елиора Ирисура
Лоаз Елиора Ирисура (фр. Lois Eliora Irishura; 15. април 2010) бурундијска је пливачица и олимпијка, чија ужа специјалност су трке слободним стилом. 

## Спортска каријера
Лоаз је дебитовала на међународној пливачкој сцени 2023. на Афричком зонском првенству у Кигалију где је са свега 13 година успела да освоји две бронзане медаље у тркама на 100 и 200 метара слободним стилом. Већ наредне године по први пут је наступила и на неком од светских првенстава, те је у Дохи 2024. остварила пласмане на 89. место у трци на 50 слободно, односно 71. место на 100 метара слободним стилом.
Почетком марта 2024. такмичила се и на Афричким играма у Акри. 
Захваљујући специјалној позивници наступила је на Летњим олимпијским играма у Паризу 2024. године. У Паризу је пливала у квалификацијама трке на 50 метара слободним стилом. Наступила је у трећој квалификационој групи где је пливала у стази 4, и са временом од 29,63 секунди заузела је прво место у својој квалификационој групи, односно укупно 58. место у конкуренцији 79 такмичарки. Уједно је то било и њено најбоље време икада испливано у тој дисциплини.